# All England 1997
Die All England 1997 im Badminton fanden vom 10. bis 15. März in Birmingham statt. Sie waren die 87. Auflage dieser Veranstaltung. Das Preisgeld betrug 125.000 US-Dollar und die Veranstaltung hatte damit 4 Sterne in der Grand-Prix-Wertung.

## Austragungsort
- National Indoor Arena

## Sieger und Platzierte
| Disziplin    | Gold                       | Silber                                | Bronze                        |
| ------------ | -------------------------- | ------------------------------------- | ----------------------------- |
| Herreneinzel | Dong Jiong                 | Sun Jun                               | Poul-Erik Høyer Larsen        |
| Herreneinzel | Dong Jiong                 | Sun Jun                               | Heryanto Arbi                 |
| Dameneinzel  | Ye Zhaoying                | Gong Zhichao                          | Dai Yun                       |
| Dameneinzel  | Ye Zhaoying                | Gong Zhichao                          | Ra Kyung-min                  |
| Herrendoppel | Kang Kyung-jin Ha Tae-kwon | Jon Holst-Christensen Michael Søgaard | Cheah Soon Kit Yap Kim Hock   |
| Herrendoppel | Kang Kyung-jin Ha Tae-kwon | Jon Holst-Christensen Michael Søgaard | Sigit Budiarto Candra Wijaya  |
| Damendoppel  | Ge Fei Gu Jun              | Eliza Nathanael Zelin Resiana         | Huang Nanyan Liu Zhong        |
| Damendoppel  | Ge Fei Gu Jun              | Eliza Nathanael Zelin Resiana         | Helene Kirkegaard Rikke Olsen |
| Mixed        | Liu Yong Ge Fei            | Tri Kusharyanto Minarti Timur         | Chen Xingdong Gu Jun          |
| Mixed        | Liu Yong Ge Fei            | Tri Kusharyanto Minarti Timur         | Chris Hunt Donna Kellogg      |

## Finalresultate
| Disziplin    | Sieger                     | Finalist                              | Ergebnis     |
| ------------ | -------------------------- | ------------------------------------- | ------------ |
| Herreneinzel | Dong Jiong                 | Sun Jun                               | 15–9, 15–5   |
| Dameneinzel  | Ye Zhaoying                | Gong Zhichao                          | 11–3, 11–1   |
| Herrendoppel | Kang Kyung-jin Ha Tae-kwon | Jon Holst-Christensen Michael Søgaard | 15–11, 17–16 |
| Damendoppel  | Ge Fei Gu Jun              | Eliza Nathanael Zelin Resiana         | 15–6, 15–9   |
| Mixed        | Liu Yong Ge Fei            | Tri Kusharyanto Minarti Timur         | 15–10, 15–2  |

## Herreneinzel

### Qualifikation 1. Runde
- Travis Denney –  Takuya Takehana: 11-15 / 15-5 / 18-14
- Steffan Pandya –  Luis Lopezllera: 15-6 / 18-13
- Jean Philippe Goyette –  Christian Nymand-Andersen: 15-12 / 15-8
- Michael Edge –  Matthew Hughes: 18-13 / 15-3
- Stanislav Pukhov  –  Jacob Kristesen: 15-6 / 15-2
- Anders Jensen –  Graham Hurrell: 15-8 / 15-2
- Frédéric Mawet –  Thomas Røjkjær Jensen: 15-10 / 15-9
- Craig Robertson –  Carsten Brink Nielsen: 15-8 / 15-3
- Martin Erlandsson –  Ben Williams: 15-10 / 15-6
- Yuzo Kubota –  Jesper Madsen: 15-0 / 15-2
- Mohammed Saqib Majeed –  Ajmer Sandhu: 15-0 / 15-0
- Zhuo Yang –  Murray Hocking: 15-6 / 15-8
- Allan Scherfig –  Manfred Tripp: 6-15 / 15-6 / 15-8
- Richard Doling –  Frederik Kohler: 15-6 / 15-7
- Nick Hall –  Carl Fenton: 15-8 / 15-5
- Kim Yong-ho –  Vadim Itckov: 15-7 / 15-4
- Takahiro Suka –  Andrei Malioutin: 15-3 / 15-5
- Kasper Ødum –  Takuya Katayama: 15-8 / 15-2
- Kim Johansson –  Esben Skjernov: 15-7 / 18-15

### Qualifikation 2. Runde
- Rasmus Tharsgaard –  Travis Denney: 15-7 / 15-5
- Steffan Pandya –  Stuart Brehaut: 15-7 / 15-7
- Shinji Ohta –  Jean Philippe Goyette: 15-11 / 14-18 / 15-6
- Stanislav Pukhov  –  Michael Edge: 2-15 / 15-7 / 15-10
- Anders Jensen –  Kin Meng Horatius Hwang: 15-1 / 15-3
- Robert Nock –  Frédéric Mawet: 15-7 / 15-3
- Peter Jeffrey –  Brian Abra: 17-14 / 18-14
- Craig Robertson –  Martin Erlandsson: 17-14 / 15-1
- Yuzo Kubota –  Mohammed Saqib Majeed: 11-15 / 15-12 / 18-17
- Zhuo Yang –  Allan Scherfig: 15-1 / 15-2
- Richard Doling –  Vyatcheslav Roudnitski: 15-3 / 15-11
- Nick Hall –  Tommy Sørensen: 15-3 / 15-9
- Kim Yong-ho –  Takahiro Suka: 15-4 / 15-1
- Kasper Ødum –  Chris Davies: 15-2 / 15-7
- Paul Hinder –  Kim Johansson: 15-13 / 15-7

### 1. Runde
- Poul-Erik Høyer Larsen –  Gerben Bruijstens: 15-8 / 15-2
- Xie Yangchun –  Kim Chul Joong: 15-6 / 15-10
- Hwang Sun-ho –  Jeffer Rosobin: 15-5 / 5-15 / 18-16
- Pang Chen –  Jim Laugesen: 15-11 / 15-12
- Budi Santoso –  Kim Yong-ho: 15-11 / 15-5
- Thomas Søgaard –  Yuzo Kubota: 15-5 / 8-15 / 15-10
- Chen Gang –  Hans Sperre: 15-11 / 10-15 / 15-9
- Martin Lundgaard Hansen –  Robert Nock: 15-5 / 15-13
- Joko Suprianto –  Ji Xinpeng: 15-4 / 15-10
- Peter Rasmussen –  Dipankar Bhattacharjee: 15-5 / 15-8
- Thomas Johansson –  Park Sung-woo: 15-6 / 15-11
- Colin Haughton –  Mike Beres: 15-1 / 15-5
- Ong Ewe Hock –  Fumihiko Machida: 15-4 / 15-1
- Oliver Pongratz –  Jeroen van Dijk: 9-15 / 15-5 / 18-14
- Dong Jiong –  Ardy Wiranata: 15-9 / 18-15
- Kenneth Jonassen –  Pontus Jäntti: 15-6 / 15-6
- Yong Hock Kin –  Dicky Palyama: 15-6 / 15-5
- Lin Liwen –  Peter Gade: 15-9 / 6-15 / 18-13
- Kasper Ødum –  Bruce Flockhart: 15-10 / 18-13
- Indra Wijaya –  Geraint Lewis: 15-12 / 15-4
- Anders Boesen –  Zhuo Yang: 15-12 / 15-8
- Salim –  Henrik Bengtsson: 15-6 / 15-3
- Peter Knowles –  Peter Janum: 5-15 / 15-6 / 15-5
- Sun Jun  –  Jang Chun-woong: 18-15 / 15-8
- Vladislav Druzchenko –  Chris Bruil: 12-15 / 15-9 / 17-15
- Pullela Gopichand –  Alan Budikusuma: 2-15 / 15-10 / 15-13
- Jesper Olsson –  Shinji Ohta: 15-7 / 15-4
- Luo Yigang –  Thomas Stuer-Lauridsen: 15-11 / 15-11
- Mark Constable –  Mikhail Korshuk: 15-5 / 15-4
- Heryanto Arbi –  Han Dong-sung: 14-17 / 15-6 / 15-4
- Iain Sydie –  Anders Jensen: 15-6 / 15-3
- Rashid Sidek –  Søren B. Nielsen: 15-4 / 15-10

### Sektion 1
|  | 2. Runde | 2. Runde                | 2. Runde | 2. Runde | 2. Runde |  |  | Achtelfinale | Achtelfinale            | Achtelfinale | Achtelfinale | Achtelfinale |  |  | Viertelfinale          | Viertelfinale | Viertelfinale | Viertelfinale | Viertelfinale |  |  | Halbfinale | Halbfinale | Halbfinale | Halbfinale | Halbfinale |
|  |          |                         |          |          |          |  |  |              |                         |              |              |              |  |  |                        |               |               |               |               |  |  |            |            |            |            |            |
|  |          | Dong Jiong              | 15       | 15       |          |  |  |              |                         |              |              |              |  |  |                        |               |               |               |               |  |  |            |            |            |            |            |
|  |          | Kenneth Jonassen        | 9        | 1        |          |  |  |              | Dong Jiong              | 3            | 15           | 15           |  |  |                        |               |               |               |               |  |  |            |            |            |            |            |
|  |          | Ong Ewe Hock            | 15       | 15       |          |  |  |              | Ong Ewe Hock            | 15           | 6            | 8            |  |  |                        |               |               |               |               |  |  |            |            |            |            |            |
|  |          | Oliver Pongratz         | 5        | 2        |          |  |  |              |                         |              |              |              |  |  | Dong Jiong             | 15            | 15            |               |               |  |  |            |            |            |            |            |
|  |          | Peter Rasmussen         | 15       | 15       |          |  |  |              |                         |              |              |              |  |  | Peter Rasmussen        | 12            | 8             |               |               |  |  |            |            |            |            |            |
|  |          | Joko Suprianto          | 10       | 3        |          |  |  |              | Peter Rasmussen         | 9            | 15           | 17           |  |  |                        |               |               |               |               |  |  |            |            |            |            |            |
|  |          | Thomas Johansson        | 15       | 15       |          |  |  |              | Thomas Johansson        | 15           | 12           | 14           |  |  |                        |               |               |               |               |  |  |            |            |            |            |            |
|  |          | Colin Haughton          | 8        | 2        |          |  |  |              |                         |              |              |              |  |  | Dong Jiong             | 15            | 15            |               |               |  |  |            |            |            |            |            |
|  |          | Poul-Erik Høyer Larsen  | 15       | 15       |          |  |  |              |                         |              |              |              |  |  | Poul-Erik Høyer Larsen | 8             | 10            |               |               |  |  |            |            |            |            |            |
|  |          | Xie Yangchun            | 2        | 8        |          |  |  |              | Poul-Erik Høyer Larsen  | 15           | 18           |              |  |  |                        |               |               |               |               |  |  |            |            |            |            |            |
|  |          | Pang Chen               | 15       | 8        | 15       |  |  |              | Pang Chen               | 9            | 15           |              |  |  |                        |               |               |               |               |  |  |            |            |            |            |            |
|  |          | Hwang Sun-ho            | 1        | 15       | 6        |  |  |              |                         |              |              |              |  |  | Poul-Erik Høyer Larsen | 15            | 15            |               |               |  |  |            |            |            |            |            |
|  |          | Budi Santoso            | 15       | 15       |          |  |  |              |                         |              |              |              |  |  | Budi Santoso           | 7             | 12            |               |               |  |  |            |            |            |            |            |
|  |          | Thomas Søgaard          | 5        | 12       |          |  |  |              | Budi Santoso            | 15           | 15           |              |  |  |                        |               |               |               |               |  |  |            |            |            |            |            |
|  |          | Martin Lundgaard Hansen | 11       | 15       | 17       |  |  |              | Martin Lundgaard Hansen | 2            | 1            |              |  |  |                        |               |               |               |               |  |  |            |            |            |            |            |
|  |          | Chen Gang               | 15       | 11       | 15       |  |  |              |                         |              |              |              |  |  |                        |               |               |               |               |  |  |            |            |            |            |            |

### Sektion 2
|  | 2. Runde | 2. Runde             | 2. Runde | 2. Runde | 2. Runde |  |  | Achtelfinale | Achtelfinale      | Achtelfinale | Achtelfinale | Achtelfinale |  |  | Viertelfinale | Viertelfinale | Viertelfinale | Viertelfinale | Viertelfinale |  |  | Halbfinale | Halbfinale | Halbfinale | Halbfinale | Halbfinale |
|  |          |                      |          |          |          |  |  |              |                   |              |              |              |  |  |               |               |               |               |               |  |  |            |            |            |            |            |
|  |          | Sun Jun              | 15       | 15       |          |  |  |              |                   |              |              |              |  |  |               |               |               |               |               |  |  |            |            |            |            |            |
|  |          | Peter Knowles        | 9        | 2        |          |  |  |              | Sun Jun           | 15           | 15           |              |  |  |               |               |               |               |               |  |  |            |            |            |            |            |
|  |          | Salim                | 16       | 15       | 18       |  |  |              | Salim             | 8            | 2            |              |  |  |               |               |               |               |               |  |  |            |            |            |            |            |
|  |          | Anders Boesen        | 18       | 12       | 17       |  |  |              |                   |              |              |              |  |  | Sun Jun       | 15            | 15            |               |               |  |  |            |            |            |            |            |
|  |          | Lin Liwen            | 15       | 15       |          |  |  |              |                   |              |              |              |  |  | Lin Liwen     | 9             | 9             |               |               |  |  |            |            |            |            |            |
|  |          | Yong Hock Kin        | 12       | 10       |          |  |  |              | Lin Liwen         | 15           | 15           |              |  |  |               |               |               |               |               |  |  |            |            |            |            |            |
|  |          | Indra Wijaya         | 15       | 15       |          |  |  |              | Indra Wijaya      | 5            | 6            |              |  |  |               |               |               |               |               |  |  |            |            |            |            |            |
|  |          | Kasper Ødum          | 5        | 6        |          |  |  |              |                   |              |              |              |  |  | Sun Jun       | 15            | 15            |               |               |  |  |            |            |            |            |            |
|  |          | Heryanto Arbi        | 10       | 15       | 15       |  |  |              |                   |              |              |              |  |  | Heryanto Arbi | 10            | 11            |               |               |  |  |            |            |            |            |            |
|  |          | Mark Constable       | 15       | 10       | 9        |  |  |              | Heryanto Arbi     | 15           | 15           |              |  |  |               |               |               |               |               |  |  |            |            |            |            |            |
|  |          | Rashid Sidek         | 15       | 15       |          |  |  |              | Rashid Sidek      | 7            | 8            |              |  |  |               |               |               |               |               |  |  |            |            |            |            |            |
|  |          | Iain Sydie           | 10       | 11       |          |  |  |              |                   |              |              |              |  |  | Heryanto Arbi | 8             | 15            | 15            |               |  |  |            |            |            |            |            |
|  |          | Luo Yigang           | 15       | 15       |          |  |  |              |                   |              |              |              |  |  | Luo Yigang    | 15            | 9             | 6             |               |  |  |            |            |            |            |            |
|  |          | Jesper Olsson        | 8        | 3        |          |  |  |              | Luo Yigang        | 15           | 15           |              |  |  |               |               |               |               |               |  |  |            |            |            |            |            |
|  |          | Pullela Gopichand    | 8        | 15       | 18       |  |  |              | Pullela Gopichand | 5            | 11           |              |  |  |               |               |               |               |               |  |  |            |            |            |            |            |
|  |          | Vladislav Druzchenko | 15       | 11       | 14       |  |  |              |                   |              |              |              |  |  |               |               |               |               |               |  |  |            |            |            |            |            |

## Dameneinzel

### Qualifikation 1. Runde
- Kellie Lucas –  Alison Reed: 11-9 / 11-4
- Mallory Gosset –  Anne-Sophie Eriksen: 11-3 / 11-2
- Jaw Hua-ching –  Irina Gourina: 11-3 / 11-5
- Justine Willmott –  Rayoni Head: 11-6 / 11-0
- Kirsteen McEwan –  Tsai Chia-chun: 11-9 / 11-6
- Ella Tripp –  Sarah Hicks: 11-3 / 11-6
- Elena Nozdran –  Nicole Gordon: 11-3 / 11-2
- Katie Howell –  Chen Yueh-ying: 4-11 / 11-6 / 11-8
- Park Jin-hyun –  Sandra Watt: 11-3 / 11-0
- Natalia Gorodnicheva –  Rebecca Pantaney: 11-8 / 12-11
- Katy Brydon –  Pia Eismark: 11-1 / 11-5
- Kanako Yonekura –  Robbyn Hermitage: 11-6 / 11-1
- Monique Hoogland –  Tine Baun: 11-5 / 11-6
- Lisa Campbell –  Elizabeth Riordan: 11-2 / 11-3

### Qualifikation 2. Runde
- Kellie Lucas –  Mallory Gosset: 11-12 / 11-5 / 12-11
- Jaw Hua-ching –  Justine Willmott: 8-11 / 11-9 / 12-10
- Mariko Nakayama –  Kirsteen McEwan: 12-10 / 11-3
- Elena Nozdran –  Ella Tripp: 11-4 / 11-5
- Park Jin-hyun –  Katie Howell: 11-3 / 11-0
- Natalia Gorodnicheva –  Katy Brydon: 11-5 / 11-4
- Kanako Yonekura –  Lin Chiu-yin: 11-5 / 11-9
- Monique Hoogland –  Lisa Campbell: 6-11 / 11-6 / 11-1

### 1. Runde
- Dai Yun –  Elma Ong: 11-1 / 11-0
- Choi Ma-ree –  Pernille Harder: 11-3 / 11-4
- Marina Andrievskaia –  Lotte Thomsen: 11-4 / 11-2
- Pornsawan Plungwech –  Sandra Dimbour: 11-1 / 11-5
- Joanne Muggeridge –  Mariko Nakayama: 11-8 / 11-5
- Kanako Yonekura –  Judith Meulendijks: 11-7 / 11-6
- Michelle Rasmussen –  Katarzyna Krasowska: 12-10 / 4-11 / 11-8
- Yao Yan –  Denyse Julien: 11-1 / 11-6
- Mette Sørensen –  Gillian Martin: 11-6 / 11-1
- Ra Kyung-min –  Brenda Beenhakker: 11-9 / 11-1
- Han Jingna –  Yuliani Santosa: 11-4 / 11-0
- Kelly Morgan –  Julia Mann: 11-6 / 11-3
- Park Jin-hyun –  Anne Gibson: 11-1 / 11-9
- Jaw Hua-ching –  Charmaine Reid: 12-10 / 11-12 / 11-3
- Takako Ida –  Ella Diehl: 11-5 / 11-5
- Lee Joo Hyun –  Mette Pedersen: 11-9 / 11-3

### Sektion 1
|  | 2. Runde | 2. Runde            | 2. Runde | 2. Runde | 2. Runde |  |  | Achtelfinale | Achtelfinale        | Achtelfinale | Achtelfinale | Achtelfinale |  |  | Viertelfinale | Viertelfinale | Viertelfinale | Viertelfinale | Viertelfinale |  |  | Halbfinale | Halbfinale | Halbfinale | Halbfinale | Halbfinale |
|  |          |                     |          |          |          |  |  |              |                     |              |              |              |  |  |               |               |               |               |               |  |  |            |            |            |            |            |
|  |          | Ye Zhaoying         | 11       | 11       |          |  |  |              |                     |              |              |              |  |  |               |               |               |               |               |  |  |            |            |            |            |            |
|  |          | Anne Søndergaard    | 0        | 1        |          |  |  |              | Ye Zhaoying         | 11           | 11           |              |  |  |               |               |               |               |               |  |  |            |            |            |            |            |
|  |          | Kanako Yonekura     | 11       | 11       |          |  |  |              | Kanako Yonekura     | 7            | 0            |              |  |  |               |               |               |               |               |  |  |            |            |            |            |            |
|  |          | Joanne Muggeridge   | 7        | 4        |          |  |  |              |                     |              |              |              |  |  | Ye Zhaoying   | 11            | 11            | 12            |               |  |  |            |            |            |            |            |
|  |          | Kim Ji-hyun         | 11       | 11       |          |  |  |              |                     |              |              |              |  |  | Kim Ji-hyun   | 7             | 1             | 10            |               |  |  |            |            |            |            |            |
|  |          | Yasuko Mizui        | 5        | 7        |          |  |  |              | Kim Ji-hyun         | 5            | 11           | 11           |  |  |               |               |               |               |               |  |  |            |            |            |            |            |
|  |          | Yao Yan             | 11       | 11       |          |  |  |              | Yao Yan             | 11           | 7            | 8            |  |  |               |               |               |               |               |  |  |            |            |            |            |            |
|  |          | Michelle Rasmussen  | 0        | 1        |          |  |  |              |                     |              |              |              |  |  | Ye Zhaoying   | 11            | 5             | 11            |               |  |  |            |            |            |            |            |
|  |          | Dai Yun             | 11       | 12       |          |  |  |              |                     |              |              |              |  |  | Dai Yun       | 3             | 11            | 2             |               |  |  |            |            |            |            |            |
|  |          | Choi Ma-ree         | 1        | 10       |          |  |  |              | Dai Yun             | 6            | 11           | 11           |  |  |               |               |               |               |               |  |  |            |            |            |            |            |
|  |          | Mia Audina          | 11       | 11       |          |  |  |              | Mia Audina          | 11           | 8            | 5            |  |  |               |               |               |               |               |  |  |            |            |            |            |            |
|  |          | Hisako Mizui        | 5        | 1        |          |  |  |              |                     |              |              |              |  |  | Dai Yun       | 5             | 12            | 11            |               |  |  |            |            |            |            |            |
|  |          | Zhang Ning          | 11       | 11       |          |  |  |              |                     |              |              |              |  |  | Zhang Ning    | 11            | 11            | 8             |               |  |  |            |            |            |            |            |
|  |          | Lee Soon-deuk       | 7        | 1        |          |  |  |              | Zhang Ning          | 12           | 11           |              |  |  |               |               |               |               |               |  |  |            |            |            |            |            |
|  |          | Marina Andrievskaia | 12       | 11       |          |  |  |              | Marina Andrievskaia | 11           | 5            |              |  |  |               |               |               |               |               |  |  |            |            |            |            |            |
|  |          | Pornsawan Plungwech | 10       | 4        |          |  |  |              |                     |              |              |              |  |  |               |               |               |               |               |  |  |            |            |            |            |            |

### Sektion 2
|  | 2. Runde | 2. Runde            | 2. Runde | 2. Runde | 2. Runde |  |  | Achtelfinale | Achtelfinale   | Achtelfinale | Achtelfinale | Achtelfinale |  |  | Viertelfinale  | Viertelfinale | Viertelfinale | Viertelfinale | Viertelfinale |  |  | Halbfinale | Halbfinale | Halbfinale | Halbfinale | Halbfinale |
|  |          |                     |          |          |          |  |  |              |                |              |              |              |  |  |                |               |               |               |               |  |  |            |            |            |            |            |
|  |          | Gong Zhichao        | 11       | 11       |          |  |  |              |                |              |              |              |  |  |                |               |               |               |               |  |  |            |            |            |            |            |
|  |          | Vlada Chernyavskaya | 5        | 2        |          |  |  |              | Gong Zhichao   | 11           | 11           |              |  |  |                |               |               |               |               |  |  |            |            |            |            |            |
|  |          | Lee Joo-hyun        | 12       | 8        | 12       |  |  |              | Lee Joo-hyun   | 2            | 3            |              |  |  |                |               |               |               |               |  |  |            |            |            |            |            |
|  |          | Takako Ida          | 10       | 11       | 9        |  |  |              |                |              |              |              |  |  | Gong Zhichao   | 11            | 11            |               |               |  |  |            |            |            |            |            |
|  |          | Susi Susanti        | 11       | 11       |          |  |  |              |                |              |              |              |  |  | Susi Susanti   | 4             | 7             |               |               |  |  |            |            |            |            |            |
|  |          | Emma Constable      | 1        | 1        |          |  |  |              | Susi Susanti   | 11           | 11           |              |  |  |                |               |               |               |               |  |  |            |            |            |            |            |
|  |          | Park Jin-hyun       | 11       | 11       |          |  |  |              | Park Jin-hyun  | 1            | 2            |              |  |  |                |               |               |               |               |  |  |            |            |            |            |            |
|  |          | Jaw Hua-ching       | 2        | 1        |          |  |  |              |                |              |              |              |  |  | Gong Zhichao   | 11            | 11            |               |               |  |  |            |            |            |            |            |
|  |          | Ra Kyung-min        | 11       | 11       |          |  |  |              |                |              |              |              |  |  | Ra Kyung-min   | 3             | 2             |               |               |  |  |            |            |            |            |            |
|  |          | Mette Sørensen      | 2        | 1        |          |  |  |              | Ra Kyung-min   | 11           | 11           |              |  |  |                |               |               |               |               |  |  |            |            |            |            |            |
|  |          | Wang Chen           | 12       | 11       |          |  |  |              | Wang Chen      | 4            | 6            |              |  |  |                |               |               |               |               |  |  |            |            |            |            |            |
|  |          | Chikako Nakayama    | 9        | 1        |          |  |  |              |                |              |              |              |  |  | Ra Kyung-min   | 11            | 11            | 11            |               |  |  |            |            |            |            |            |
|  |          | Camilla Martin      | 11       | 11       |          |  |  |              |                |              |              |              |  |  | Camilla Martin | 7             | 12            | 6             |               |  |  |            |            |            |            |            |
|  |          | Margit Borg         | 6        | 5        |          |  |  |              | Camilla Martin | 11           | 12           |              |  |  |                |               |               |               |               |  |  |            |            |            |            |            |
|  |          | Han Jingna          | 11       | 11       |          |  |  |              | Han Jingna     | 3            | 9            |              |  |  |                |               |               |               |               |  |  |            |            |            |            |            |
|  |          | Kelly Morgan        | 4        | 7        |          |  |  |              |                |              |              |              |  |  |                |               |               |               |               |  |  |            |            |            |            |            |

## Herrendoppel

### Qualifikation 1. Runde
- Donal O’Halloran /  Mark Peard –  Kin Meng Horatius Hwang /  Luis Lopezllera: 15-3 / 15-3
- David Bamford /  Peter Blackburn –  Ali Ashgar Chowdhury /  Mohammed Naser: 15-3 / 15-2
- Brian Abra /  Jean Philippe Goyette –  Stuart Brehaut /  Travis Denney: 11-15 / 15-5 / 15-9
- Andrei Malioutin /  Vyatcheslav Roudnitski –  Barry Francis /  Christopher Patten: 15-12 / 15-4

### Qualifikation 2. Runde
- Donal O’Halloran /  Mark Peard –  Adrian Hancox /  Gavin Simpson: 15-1 / 15-10
- David Bamford /  Peter Blackburn –  Simon Bassett /  Lee Clapham: 15-8 / 15-7
- John Cooper /  Andrew Redman –  Brian Abra /  Jean Philippe Goyette: 15-4 / 15-11
- Chris Davies /  Matthew Hughes –  Andrei Malioutin /  Vyatcheslav Roudnitski: 15-4 / 15-5

### 1. Runde
- Choi Ji-tae /  Kim Joong-suk –  Jonas Rasmussen /  Ove Svejstrup: 15-8 / 15-7
- Kitipon Kitikul /  Pramote Teerawiwatana –  David Bamford /  Peter Blackburn: 15-5 / 17-14
- Fumihiko Machida /  Takahiro Suka –  Alastair Gatt /  Craig Robertson: 18-14 / 15-6
- Dennis Lens /  Quinten van Dalm –  Mike Beres /  Bryan Moody: 15-1 / 15-6
- Allan Borch /  Janek Roos –  Russell Hogg /  Kenny Middlemiss: 15-6 / 15-8
- Takuya Katayama /  Yuzo Kubota –  Murray Hocking /  Mark Nichols: 15-11 / 15-4
- John Cooper /  Andrew Redman –  Phil Drew /  Tim Willis: 15-8 / 11-15 / 15-11
- Jon Holst-Christensen /  Michael Søgaard –  Anthony Clark /  Ian Sullivan: 15-9 / 15-7
- Lee Dong-soo /  Yoo Yong-sung –  Martin Erlandsson /  Kim Johansson: 15-0 / 15-1
- Nick Ponting /  John Quinn –  Patrick Boonen /  David Vandewinkel: 15-4 / 15-6
- Siripong Siripool /  Khunakorn Sudhisodhi –  Frederik Kohler /  Kasper Ødum: 15-3 / 15-4
- Brent Olynyk /  Iain Sydie –  David Gilmour /  Gordon Haldane: 15-11 / 12-15 / 15-7
- James Anderson /  Ian Pearson –  Anders Jensen /  Rasmus Tharsgaard: 15-12 / 15-4
- Jens Eriksen /  Jesper Larsen –  Graham Hurrell /  Peter Jeffrey: 15-7 / 15-4
- Dicky Purwotjugiono /  Bambang Suprianto –  Shinji Ohta /  Takuya Takehana: 15-5 / 15-7
- Dipankar Bhattacharjee /  Pullela Gopichand –  Valeriy Strelcov /  Konstantin Tatranov: w.o.
- Sigit Budiarto /  Candra Wijaya –  Julian Robertson /  Nathan Robertson: 15-9 / 15-6
- Choi Ji-tae /  Kim Joong-suk –  Kitipon Kitikul /  Pramote Teerawiwatana: 15-8 / 15-7
- Liu Yong /  Zhang Wei –  Jim Laugesen /  Thomas Stavngaard: 15-9 / 12-15 / 18-15
- Dennis Lens /  Quinten van Dalm –  Fumihiko Machida /  Takahiro Suka: 15-9 / 18-16
- S. Antonius Budi Ariantho /  Denny Kantono –  Simon Archer /  Chris Hunt: 15-11 / 15-6
- Allan Borch /  Janek Roos –  Dipankar Bhattacharjee /  Pullela Gopichand: 15-1 / 15-6
- Ha Tae-kwon /  Kang Kyung-jin –  Christian Jakobsen /  Thomas Lund: 15-12 / 15-7
- Takuya Katayama /  Yuzo Kubota –  John Cooper /  Andrew Redman: 15-7 / 15-4
- Jon Holst-Christensen /  Michael Søgaard –  Lee Dong-soo /  Yoo Yong-sung: 15-7 / 15-12
- Jesper Madsen /  Christian Nymand-Andersen –  Thomas Røjkjær Jensen /  Tommy Sørensen: 14-17 / 15-12 / 17-14
- Ricky Subagja /  Rexy Mainaky –  Andrew Groves-Burke /  Geraint Lewis: 15-2 / 15-4
- James Anderson /  Ian Pearson –  Brent Olynyk /  Iain Sydie: 7-15 / 15-11 / 15-8
- Andrei Antropow /  Nikolai Sujew –  Ji Xinpeng /  Zhuo Yang: 15-9 / 15-2
- Jens Eriksen /  Jesper Larsen –  Dicky Purwotjugiono /  Bambang Suprianto: 10-15 / 15-10 / 15-9
- Cheah Soon Kit /  Yap Kim Hock –  Manuel Dubrulle /  Vincent Laigle: 15-1 / 15-4
- Siripong Siripool /  Khunakorn Sudhisodhi –  Nick Ponting /  John Quinn: w.o.

### Achtelfinale
- Sigit Budiarto /  Candra Wijaya –  Choi Ji-tae /  Kim Joong-suk: 15-10 / 15-6
- Liu Yong /  Zhang Wei –  Dennis Lens /  Quinten van Dalm: 15-6 / 15-1
- S. Antonius Budi Ariantho /  Denny Kantono –  Allan Borch /  Janek Roos: 18-13 / 15-9
- Ha Tae-kwon /  Kang Kyung-jin –  Takuya Katayama /  Yuzo Kubota: 15-5 / 15-3
- Jon Holst-Christensen /  Michael Søgaard –  Jesper Madsen /  Christian Nymand-Andersen: 15-1 / 15-5
- Ricky Subagja /  Rexy Mainaky –  Siripong Siripool /  Khunakorn Sudhisodhi: 15-3 / 15-11
- Andrei Antropow /  Nikolai Sujew –  James Anderson /  Ian Pearson: 15-12 / 15-4
- Cheah Soon Kit /  Yap Kim Hock –  Jens Eriksen /  Jesper Larsen: 15-8 / 15-5

### Viertelfinale
- Sigit Budiarto /  Candra Wijaya –  Liu Yong /  Zhang Wei: 15-10 / 15-6
- Ha Tae-kwon /  Kang Kyung-jin –  S. Antonius Budi Ariantho /  Denny Kantono: 18-17 / 7-15 / 15-6
- Jon Holst-Christensen /  Michael Søgaard –  Ricky Subagja /  Rexy Mainaky: 15-8 / 15-11
- Cheah Soon Kit /  Yap Kim Hock –  Andrei Antropow /  Nikolai Sujew: 11-15 / 15-11 / 15-3

### Halbfinale
- Ha Tae-kwon /  Kang Kyung-jin –  Sigit Budiarto /  Candra Wijaya: 15-11 / 15-7
- Jon Holst-Christensen /  Michael Søgaard –  Cheah Soon Kit /  Yap Kim Hock: 15-8 / 12-15 / 15-11

### Finale
- Ha Tae-kwon /  Kang Kyung-jin –  Jon Holst-Christensen /  Michael Søgaard: 15-11 / 17-16

## Damendoppel

### Qualifikation 1. Runde
- Ella Tripp /  Sara Sankey –  Cha Yoon-sook /  Lee So-young: 15-7 / 15-10
- Han Jingna /  Ye Zhaoying –  Rhonda Cator /  Kellie Lucas: 15-2 / 15-8
- Gillian Gowers /  Joanne Nicholas –  Ann-Lou Jørgensen /  Michelle Rasmussen: 17-18 / 15-5 / 15-5
- Ella Diehl /  Marina Yakusheva –  Lee Joo Hyun /  Park Jin-hyun: 12-15 / 18-14 / 15-7
- Chung Jae-hee /  Yim Kyung-jin –  Rayoni Head /  Sarah Hicks: 15-5 / 15-3
- Britta Andersen /  Tine Baun –  Tracy Hutchinson /  Tracey Middleton: 15-2 / 18-17
- Choi Ma-ree /  Lee Deuk-soon –  Natalia Gorodnicheva /  Elena Sukhareva: 10-15 / 15-4 / 15-12
- Lorraine Cole /  Gail Emms –  Jaw Hua-ching /  Tsai Chia-chun: 15-7 / 15-6

### Qualifikation 2. Runde
- Han Jingna /  Ye Zhaoying –  Ella Tripp /  Sara Sankey: 15-9 / 15-6
- Ella Diehl /  Marina Yakusheva –  Gillian Gowers /  Joanne Nicholas: 15-4 / 15-9
- Britta Andersen /  Tine Baun –  Chung Jae-hee /  Yim Kyung-jin: 9-15 / 15-12 / 17-16
- Choi Ma-ree /  Lee Deuk-soon –  Lorraine Cole /  Gail Emms: 15-12 / 15-7

### 1. Runde
- Ge Fei /  Gu Jun –  Mette Pedersen /  Anne Mette Bille: 15-4 / 15-4
- Yoshiko Iwata /  Haruko Matsuda –  Denyse Julien /  Charmaine Reid: 15-10 / 15-5
- Marina Andrievskaia /  Christine Magnusson –  Brenda Conijn /  Nicole van Hooren: 15-10 / 15-7
- Julie Bradbury /  Donna Kellogg –  Pernille Harder /  Mette Schjoldager: 15-18 / 15-8 / 15-9
- Indarti Issolina /  Deyana Lomban –  Elinor Middlemiss /  Sandra Watt: 15-6 / 15-5
- Karen Peatfield /  Justine Willmott –  Chen Yueh-ying /  Lin Chiu-yin: 15-11 / 15-18 / 15-12
- Helene Kirkegaard /  Rikke Olsen –  Jang Hye-ock /  Kim Shin-young: 13-18 / 18-14 / 15-11
- Liu Lu /  Qian Hong –  Tatiana Gerassimovitch /  Vlada Chernyavskaya: 15-6 / 15-4
- Huang Nanyan /  Liu Zhong –  Robbyn Hermitage /  Elma Ong: 15-3 / 15-1
- Kelly Morgan /  Joanne Muggeridge –  Monique Hoogland /  Erica van den Heuvel: 15-8 / 15-12
- Emma Constable /  Sarah Hardaker –  Chen Li-chin /  Tsai Hui-min: 15-7 / 15-9
- Lisbet Stuer-Lauridsen /  Marlene Thomsen –  Takae Masumo /  Chikako Nakayama: 15-7 / 15-10
- Ann Jørgensen /  Majken Vange –  Britta Andersen /  Tine Baun: 15-1 / 15-4
- Han Jingna /  Ye Zhaoying –  Nichola Beck /  Joanne Davies: 15-11 / 15-14
- Gong Zhichao /  Zhang Ning –  Sandra Dimbour /  Sandrine Lefèvre: 15-1 / 15-2
- Eliza Nathanael /  Zelin Resiana –  Hisako Mizui /  Yasuko Mizui: 15-12 / 15-9

### Achtelfinale
- Ge Fei /  Gu Jun –  Yoshiko Iwata /  Haruko Matsuda: 15-2 / 15-6
- Marina Andrievskaia /  Christine Magnusson –  Julie Bradbury /  Donna Kellogg: 9-15 / 18-15 / 15-7
- Indarti Issolina /  Deyana Lomban –  Karen Peatfield /  Justine Willmott: 15-4 / 15-2
- Helene Kirkegaard /  Rikke Olsen –  Liu Lu /  Qian Hong: 15-4 / 11-15 / 15-3
- Huang Nanyan /  Liu Zhong –  Kelly Morgan /  Joanne Muggeridge: 15-4 / 15-9
- Lisbet Stuer-Lauridsen /  Marlene Thomsen –  Emma Constable /  Sarah Hardaker: 15-11 / 18-17
- Han Jingna /  Ye Zhaoying –  Ann Jørgensen /  Majken Vange: 15-2 / 18-15
- Eliza Nathanael /  Zelin Resiana –  Gong Zhichao /  Zhang Ning: 15-9 / 15-5

### Viertelfinale
- Ge Fei /  Gu Jun –  Marina Andrievskaia /  Christine Magnusson: 15-3 / 15-2
- Helene Kirkegaard /  Rikke Olsen –  Indarti Issolina /  Deyana Lomban: 12-15 / 17-15 / 15-8
- Huang Nanyan /  Liu Zhong –  Lisbet Stuer-Lauridsen /  Marlene Thomsen: 15-5 / 10-15 / 15-10
- Eliza Nathanael /  Zelin Resiana –  Han Jingna /  Ye Zhaoying: 15-9 / 15-5

### Halbfinale
- Ge Fei /  Gu Jun –  Helene Kirkegaard /  Rikke Olsen: 15-3 / 15-6
- Eliza Nathanael /  Zelin Resiana –  Huang Nanyan /  Liu Zhong: 15-12 / 15-8

### Finale
- Ge Fei /  Gu Jun –  Eliza Nathanael /  Zelin Resiana: 15-6 / 15-9

## Mixed

### 1. Runde
- Tri Kusharyanto /  Minarti Timur –  Ian Sullivan /  Gail Emms: 15-3 / 15-11
- Simon Archer /  Joanne Nicholas –  Luo Yigang /  Huang Nanyan: 15-6 / 10-15 / 18-17
- Zhang Wei /  Liu Lu –  Jonas Rasmussen /  Ann-Lou Jørgensen: 15-10 / 15-7
- Mikhail Korshuk /  Vlada Chernyavskaya –  Kenny Middlemiss /  Elinor Middlemiss: 15-10 / 15-11
- Jens Eriksen /  Marlene Thomsen –  Peter Blackburn /  Rhonda Cator: 15-3 / 15-4
- Nick Ponting /  Julie Bradbury –  Jens Olsson /  Astrid Crabo: 15-7 / 15-8
- Ha Tae-kwon /  Kim Shin-young –  Vadim Itckov /  Elena Sukhareva: 15-4 / 15-8
- Chen Xingdong /  Gu Jun –  Jesper Larsen /  Helene Kirkegaard: 15-12 / 15-9
- Ove Svejstrup /  Britta Andersen –  Nathan Robertson /  Sarah Hardaker: 7-15 / 18-16 / 17-16
- Nikolai Sujew /  Marina Yakusheva –  Lee Dong-soo /  Yim Kyung-jin: 18-15 / 15-12
- Tao Xiaoqiang /  Qian Hong –  Manuel Dubrulle /  Sandrine Lefèvre: 15-5 / 15-2
- Chris Hunt /  Donna Kellogg –  Thomas Stavngaard /  Ann Jørgensen: 15-11 / 15-11
- Christian Jakobsen /  Majken Vange –  Mike Beres /  Robbyn Hermitage: 15-9 / 11-15 / 15-2
- Liu Yong /  Ge Fei –  Murray Hocking /  Lisa Campbell: 15-1 / 15-4
- Julian Robertson /  Lorraine Cole –  Nick Hall /  Nicole Gordon: 15-3 / 15-3
- Michael Søgaard /  Rikke Olsen –  Quinten van Dalm /  Nicole van Hooren: 15-4 / 15-6

### Achtelfinale
- Tri Kusharyanto /  Minarti Timur –  Simon Archer /  Joanne Nicholas: 15-12 / 15-5
- Zhang Wei /  Liu Lu –  Mikhail Korshuk /  Vlada Chernyavskaya: 15-4 / 15-4
- Jens Eriksen /  Marlene Thomsen –  Nick Ponting /  Julie Bradbury: 18-13 / 6-1 ret.
- Chen Xingdong /  Gu Jun –  Ha Tae-kwon /  Kim Shin-young: 15-12 / 9-15 / 15-11
- Nikolai Sujew /  Marina Yakusheva –  Ove Svejstrup /  Britta Andersen: 15-5 / 15-9
- Chris Hunt /  Donna Kellogg –  Tao Xiaoqiang /  Qian Hong: 18-16 / 15-5
- Liu Yong /  Ge Fei –  Christian Jakobsen /  Majken Vange: 15-1 / 15-6
- Michael Søgaard /  Rikke Olsen –  Julian Robertson /  Lorraine Cole: 15-9 / 15-5

### Viertelfinale
- Tri Kusharyanto /  Minarti Timur –  Zhang Wei /  Liu Lu: 15-5 / 15-7
- Chen Xingdong /  Gu Jun –  Jens Eriksen /  Marlene Thomsen: 15-5 / 15-10
- Chris Hunt /  Donna Kellogg –  Nikolai Sujew /  Marina Yakusheva: 15-8 / 18-16
- Liu Yong /  Ge Fei –  Michael Søgaard /  Rikke Olsen: 15-6 / 15-9

### Halbfinale
- Tri Kusharyanto /  Minarti Timur –  Chen Xingdong /  Gu Jun: 15-11 / 12-15 / 15-2
- Liu Yong /  Ge Fei –  Chris Hunt /  Donna Kellogg: 15-6 / 15-4

### Finale
- Liu Yong /  Ge Fei –  Tri Kusharyanto /  Minarti Timur: 15-10 / 15-2